# Штольберзьке графство
Штольберзьке графство (нім. Grafschaft Stolberg) — графство Священної Римської імперії, що знаходилося в районі гірського масиву Гарц. Територія Штольбергу сьогодні належить до землі Саксонія-Ангальт, Німеччина.